# Лиг
Лиг (њем. Lieg) општина је у њемачкој савезној држави Рајна-Палатинат. Једно је од 92 општинска средишта округа Кохем-Цел. Према процјени из 2010. у општини је живјело 426 становника. Посједује регионалну шифру (AGS) 7135053.

## Географски и демографски подаци
Лиг се налази у савезној држави Рајна-Палатинат у округу Кохем-Цел. Општина се налази на надморској висини од 320 метара. Површина општине износи 9,7 km². У самом мјесту је, према процјени из 2010. године, живјело 426 становника. Просјечна густина становништва износи 44 становника/km².